# حاجی‌بابا افشار
حاجی‌بابا افشار ملقب به میرزا بابا افشار و همچنین به حکیم‌باشی اولین دانشجوی ایرانی تحصیل کرده در خارج از ایران است که به دستور عباس میرزا برای تحصیل با بورس دولتی به انگلستان اعزام شد و آموزش پزشکی دید. او پس از بازگشت به ایران پزشک مخصوص نایب السلطنه و بعدها محمدشاه قاجار بود. میرزا بابا افشار پس از رسیدن به انگلستان ابتدا زبان انگلیسی آموخت تا بتواند به دانشکده پزشکی راه یابد با این حال در رسیدن به هدف ناموفق ماند. او به کمک ساترلند توانست در مطب یک پزشک انگلیسی، کارآموزی کند و پزشک تجربی شود.
عباس میرزا فرزند و ولیعهد فتحعلیشاه که والی آذربایجان و فرمانده جنگ‌های بین ایران و روسیه بود نخستین حاکم ایرانی‌ای بود که به لزوم آموختن علوم و مهارت‌های جدید از اروپاییان واقف شد. از جمله کارهایی که در این زمان به تشویق عباس میرزا و میرزا بزرگ قائم مقام (پدر قائم مقام فراهانی) انجام شد فرستادن دو دانشجو به انگلستان برای تحصیل بود. میرزا بابا افشار فرزند یکی از صاحب‌منصبان فقید عباس میرزا و محمدکاظم فرزند نقاش‌باشی عباس میرزا دو اولین ایرانی‌ای بودند که از طرف دولت برای تحصیل به غرب اعزام شدند. این دو در سال ۱۸۱۲ م. / ۱۲۲۶ ه‍.ق به همراهی هرفورد جونز وزیر مختار انگلستان که از مأموریت خود به لندن بازمی‌گشت به انگلستان فرستاده شدند. زبان انگلیسی نمی‌دانستند و گفته می‌شود که حتی قادر به خواندن و نوشت به زبان فارسی نیز نبودند.

## تحصیلات
هنگام ترک ایران عباس میرزا به هرفورد جونز دستور داده بود که محمدکاظم می‌بایست در رشته نقاشی و حاجی‌بابا در رشته پزشکی تحصیل کنند اما هیچ‌یک نباید تنها به این رشته‌ها محدود بمانند. در غیاب هرگونه سفارت‌خانه یا مؤسسه ایرانی در لندن مسوولیت برنامه‌ریزی برای آموزش این دو دانشجوی ایرانی برعهده وزارت امور خارجه انگلستان بود. بی‌تجربگی وزارت امورخارجه برای چنین مأموریتی و عدم آشنایی این دو به زبان انگلیسی باعث گردید که ماه‌های اولیه اقامت به بلاتکلیفی و بدون برنامه تحصیلی طی شود. در این مدت این دو در اقامتگاهی در مرکز لندن، خیابان هالف مون، ساکن بودند، شخصی انگلیسی‌ای که به عنوان مسوول تربیت این دو انتخاب شده بود دغدغه شدیدی نسبت به حفظ اصالت و ایرانی بودن این دو داشت، و مقرر کرده بود که این دو با لباس ایرانی خود در لندن رفت‌وآمد کرده و آداب و رسوم دینی و ملی خود را به‌جای آورند. هجده ماه بعد از ورود به لندن در ۱۸ مارس ۱۸۱۳ محمدکاظم به علت بیماری درگذشت و سرانجام در ماه آوریل ۱۹۱۳ برنامه درسی حاجی‌بابا توسط وزارت امورخارجه بریتانیا مصوب شد.
در بسیاری از منابع ایرانی و غیر ایرانی دانشگاه آکسفورد محل تکمیل بخشی از تحصیلات میرزا بابا ذکر شده‌است. بنا بر نوشته دهخدا، «در ایام تحصیل در انگلیس حاجی‌بابا بسیار ساعی و همواره در طلب علم شایق بوده و قسمتی از تحصیلات خود را در دارالفنون مشهور آکسفورد به انجام رسانده و پیوسته با رجال انگلیسی که در ایران مأموریت یافته بودند مانند سرجان ملکم و سرگور اوزلی مربوط بود». اما در بعضی منابع دیگر مطلبی کاملاً خلاف این معنی نیز ذکر شده‌است: «از سوی دیگر حاجی‌بابا پزشکی را به صورت تجربی آموخت. به قول افسری انگلیسی به قدری تنبل بود که در طبابت نتوانست تحصیل کند. او پس از بازگشت به ایران با لقب حکیم‌باشی در دستگاه عباس میرزا شروع به کار کرد. حاجی‌بابا با پزشک انگلیسی عباس میرزا به نام دکتر کورومیک همکاری می‌کرد و بیشتر مترجم او بود». منبع فوق اظهار می‌دارد که در بررسی فهرست اسامی دانشجویان دانشگاه آکسفورد در آن زمان نام هیچ ایرانی‌ای وجود نداشته‌است.
حاجی‌بابا پس از ۸ سال اقامت در انگلستان در مرداد ۱۱۹۸ به ایران برگشت و دستیار و مترجم دکتر کورومیک، پزشک انگلیسی عباس میرزا شد. اگر چه او تحصیلات آکادمیک در رشته طب نداشت اما با آشنایی مختصر عملی و تجربی با روش‌های پیشرفته درمان سبب شد تا پزشکیِ اروپایی در ایران شناخته و اقبال عمومی روبرو شود.

## بازگشت به ایران
در سال ۱۸۱۵ عباس میرزا از کلنل جوزف دارسی، صاحب منصب توپخانه سلطنتی، خواست تا دومین کاروان دانشجویان ایرانی را به انگلستان بیاورد و بدین ترتیب پنج دانشجوی ایرانی دیگر به حاجی‌بابا پیوستند. در می ۱۸۱۹ و پس از اینکه مشکلاتی برای پرداخت مخارج دانشجویان ایرانی توسط دولت ایران پیش آمده بود، میرزا ابوالحسن خان که برای مأموریتی به لندن رفته بود دستور داد تا همه دانشجویان به ایران بازگردند. در این بین تنها جعفر طبیب به علت طولانی‌تر بودن دوره تحصیل طب مستثتی شد. به این ترتیب تمامی دانشجویان به ایران بازگشته و در دستگاه نایب السلطنه به کار گرفته شدند. ابوالحسن خان مبلغ پانصد پوند استرلینگ نیز در اختیار آنان گذاشت تا در بازگشت تجهیزاتی خریده و با خود به ایران منتفل کنند. یکی از این پنج تن میرزا صالح شیرازی بود که با دستگاه چاپی که به همراه آورد چاپخانه‌ای در تبریز به وجود آورد و بعدها در سال ۱۸۳۶ اولین روزنامه چاپ شده در ایران را منتشر کرد.
حاجی‌بابا در تبریز پزشک مخصوص نایب السلطنه و بعدتر پزشک مخصوص شاه (محمد شاه قاجار) شد و به حکیم‌باشی مشهور شد. وزیر مختار انگلستان که در سال ۱۸۳۵ به ایران آمده و حاجی‌بابا را در تهران ملاقات کرده دربارهٔ او می‌نویسد. مردی است محترم با تحصیلات انگلیسی، او از دست موریه به خاطر اینکه در کتابش از نام او استفاده کرده بسیار عصبانی است. میرزا بابا پس از فوت ولیعهد به دربار پسرش محمدشاه راه یافت و صاحب نفوذ فراوان شد. او دو پسر داشت؛ یکی میرزا محمدتقی (اقبال الملک)، داماد میرزا آقاخان نوری، و دیگری میرزاعلی معین لشکر بود. حکیم‌باشی در ۱۲۵۲ق درگذشت.